# Olavi Rinteenpää
Olavi Osvald Rinteenpää (* 24. September 1924 in Helsinki; † 10. Januar 2022 in Kerava) war ein finnischer Hindernisläufer.

## Karriere
Olavi Rinteenpää wurde er bei den Olympischen Spielen 1952 in Helsinki Vierter im Wettkampf über 3000 m Hindernis und gewann bei den Europameisterschaften 1954 in Bern in dieser Disziplin die Silbermedaille. Bei den Olympischen Spielen 1956 in Melbourne schied er im Vorlauf über 3000 m Hindernis aus und belegte über diese Distanz den neunten Platz bei den Europameisterschaften 1958 in Stockholm.
Fünfmal wurde er Finnischer Meister (1952–1954, 1956, 1958). Seine persönliche Bestleistung von 8:44,4 min stellte er am 2. Juli 1953 in Helsinki auf. Dies war zugleich ein neuer Weltrekord in dieser Disziplin.
Von Beruf war Rinteenpää Zahntechniker.
Er starb am 10. Januar 2022 im Alter von 97 Jahren und war zu diesem Zeitpunkt der älteste noch lebende Olympionike Finnlands.